# Josef Renner (Turner)
Josef Renner war ein deutscher Turner, der für den TSV Geislingen turnte.

## Leben
Ende März / Anfang April 1938 turnte er als Mitglied der Deutschlandriege auf einer Werbereise in Österreich. Für diese Reise waren 36 deutsche Spitzenturner in zwei Deutschlandriegen versammelt worden.
Vom 24. bis 28. Oktober 1938 weilte er zu einem Olympiaschulungslehrgang der Reichskernmannschaft in Leipzig.
Am 22. Januar 1939 wurde er bei den Reichswettkämpfen der Geräteturner in Gera 4.
1938 und 1939 gehörte er zum Olympiakader für die Olympischen Spiele 1940 in Helsinki, die dann kriegsbedingt nicht ausgetragen wurden.
Nach 1945 konnte er zeitweise an seine Erfolge vor dem Zweiten Weltkrieg anknüpfen.
1950 wurde er immer noch zu den besten zehn Turnern Deutschlands gezählt.